# محمد السعداوي
محمد السعداوي مصارع تونسي من مواليد 11 ماي 1995. تحصل في 10 جويلية 2023 على الميدالية الذهبية في دورة الألعاب العربية 2023.

## مواضيع ذات صلة
- دورة الألعاب العربية 2023